# Crkva i samostan Bezgrešne Kraljice Karmela u Brezovici
Crkva i samostan Bezgrešne Kraljice Karmela zajedno čine sakralni katolički kompleks bosonogih karmelićanki. Kompleks je smješten u zagrebačkoj četvrti Brezovica, u neposrednoj blizini Dvorca Brezovica i kapele Srca Isusova. Samostan i crkva osnovani su 1939. godine na poticaj Alojzija Stepinca, tadašnjeg zagrebačkog nadbiskupa. Gradnja je trajala do 1944. godine, a crkvu je posvetio nadbiskup Šeper 1961. godine.

## Povijest
Alojzije Stepinac kanonski je utemeljio crkvu i samostan, prvi hrvatski karmel, 1939. godine. Prvu misu u novoj crkvi, na čast Gospi Karmelskoj, slavio je Alojzije Stepinac 14. travnja 1944. godine uz sudjelovanje karmelićanki i crkvenih dostojanstvenika.
Unutrašnjost crkve krasi slika Bezgrešne Kraljice Karmela, koju je između 1939. i 1942. godine naslikao grof Franjo Schaffgotsch prema nalogu bl. Alojzija Stepinca. Ova slika na platnu u sebi nosi originalne crte slike Majke Božje Karmelske na Gori Karmelu u Svetoj Zemlji, kamo je umjetnik hodočastio.

## Galerija
- Informativna tabla na ulazu
- Informativna ploča na ulazu